# The Man from Bitter Roots
The Man from Bitter Roots è un film muto del 1916 diretto da Oscar C. Apfel. La sceneggiatura firmata dallo stesso regista si basa sull'omonimo romanzo di Caroline Lockhart pubblicato a New York nel 1915. Prodotto e distribuito dalla Fox Film Corporation, aveva come interpreti William Farnum, Slim Whitaker, Henry A. Barrows, Willard Louis, Betty Schade, Betty Harte.

## Trama
Impazzito dopo che lui e il suo socio Bruce Burt hanno trovato l'oro, Slim Naudain assale Bruce con un coltello, cercando di ammazzarlo ma, cadendo sull'arma, resta invece ucciso lui. Bruce scopre che Slim aveva una sorella, Helen, e decide di farle avere la sua quota dell'oro. Ma J. Victor Sprudell, venuto a conoscenza dell'esistenza della miniera, decide di eliminare Bruce per potersene impossessare. Scritto un falso diario che lui dichiara essere stato di Slim, lo mostra a Helen. Lì, Helen legge che Bruce ha cominciato a un certo punto a comportarsi in modo totalmente irrazionale, cosa che la spinge a credere che suo fratello sia stato ucciso proprio da Bruce. Di conseguenza, l'uomo viene accusato dell'omicidio di Slim ma, prima che si arrivi al processo, una ragazza del saloon che tempo prima era stata difesa da Bruce dall'aggressione di un cowboy e che crede alla sua innocenza, si mette a investigare per scoprire la verità. La ragazza finisce per scoprire il complotto di Sprudell costringendolo a confessare. Bruce, riabilitato, può ora sposare Helen.

## Produzione
Il film fu prodotto dalla Fox Film Corporation.

## Distribuzione
Il copyright del film, richiesto dalla William Fox, fu registrato il 26 luglio 1916 con il numero LP8636. Distribuito dalla Fox Film Corporation, il film uscì nelle sale cinematografiche statunitensi il 3 luglio 1916.
Non si conoscono copie ancora esistenti della pellicola che viene considerata presumibilmente perduta.